# Caribbean Futsal Championship 2008
Il Caribbean Futsal Championship 2008 si è svolto a Trinidad e Tobago, presso il Canedo Hall in the Centre of Excellence di Port of Spain, ha avuto validita anche come campionato caraibico. I padroni di casa di  Trinidad e Tobago si sono riconfermati per la seconda volta campioni dei Caraibi, guadagnando assieme alla finalista  Haiti l'accesso al tabellone principale del Campionato continentale CONCACAF.

## Gruppo A
| Teams        | P | V | N | P | GF | GS | Pt |
| ------------ | - | - | - | - | -- | -- | -- |
| Haiti        | 2 | 2 | 0 | 0 | 31 | 3  | 6  |
| Guyana       | 2 | 1 | 0 | 1 | 10 | 14 | 3  |
| Sint Maarten | 2 | 0 | 0 | 2 | 3  | 27 | 0  |

| Guyana | 8-2  | Sint Maarten |
| Guyana | 2-12 | Haiti        |
| Haiti  | 19-1 | Sint Maarten |

## Gruppo B
| Teams             | P | V | N | P | GF | GS | Pt |
| ----------------- | - | - | - | - | -- | -- | -- |
| Trinidad e Tobago | 2 | 2 | 0 | 0 | 14 | 3  | 6  |
| Suriname          | 2 | 1 | 0 | 1 | 18 | 10 | 3  |
| Porto Rico        | 2 | 0 | 0 | 2 | 3  | 22 | 0  |

| Trinidad e Tobago | 7-0  | Porto Rico |
| Porto Rico        | 3-15 | Suriname   |
| Trinidad e Tobago | 7-3  | Suriname   |

## Finale 3º-4º posto
| Ora   | Luogo                              | Gara              | Risultato |
| ----- | ---------------------------------- | ----------------- | --------- |
| 16:00 | Canedo Hall Port of Spain 06.04.08 | Guyana - Suriname | 3-7       |

## Finale
| Ora   | Luogo                              | Gara                      | Risultato |
| ----- | ---------------------------------- | ------------------------- | --------- |
| 18:00 | Canedo Hall Port of Spain 06.04.08 | Haiti - Trinidad e Tobago | 3-6       |